# دومينيك باريس
دومينيك باريس (بالإيطالية: Dominik Paris)‏ هو متزحلق جبال الألب إيطالي، ولد في 14 أبريل 1989 في ميرانو في إيطاليا.

## وصلات خارجية
- الموقع الرسمي
- دومينيك باريس على موقع الاتحاد الدولي للتزلج (التزلج على المنحدرات الثلجية) (الإنجليزية)
- دومينيك باريس على موقع اللجنة الأولمبية الدولية (الإنجليزية)
- دومينيك باريس على موقع أوليمبيديا (الإنجليزية)